# Achimețești
Achimețești falu Romániában, Erdélyben, Fehér megyében.

## Fekvése
Felsővidra és Târsa közelében fekvő település.

## Története
Achimețești korábban Târsa része volt. 1956-ban vált külön 62 lakossal.
1966-ban 71, 1977-ben 73, 1992-ben 30, 2002-ben pedig 36 román lakosa volt.